# Mór Perczel

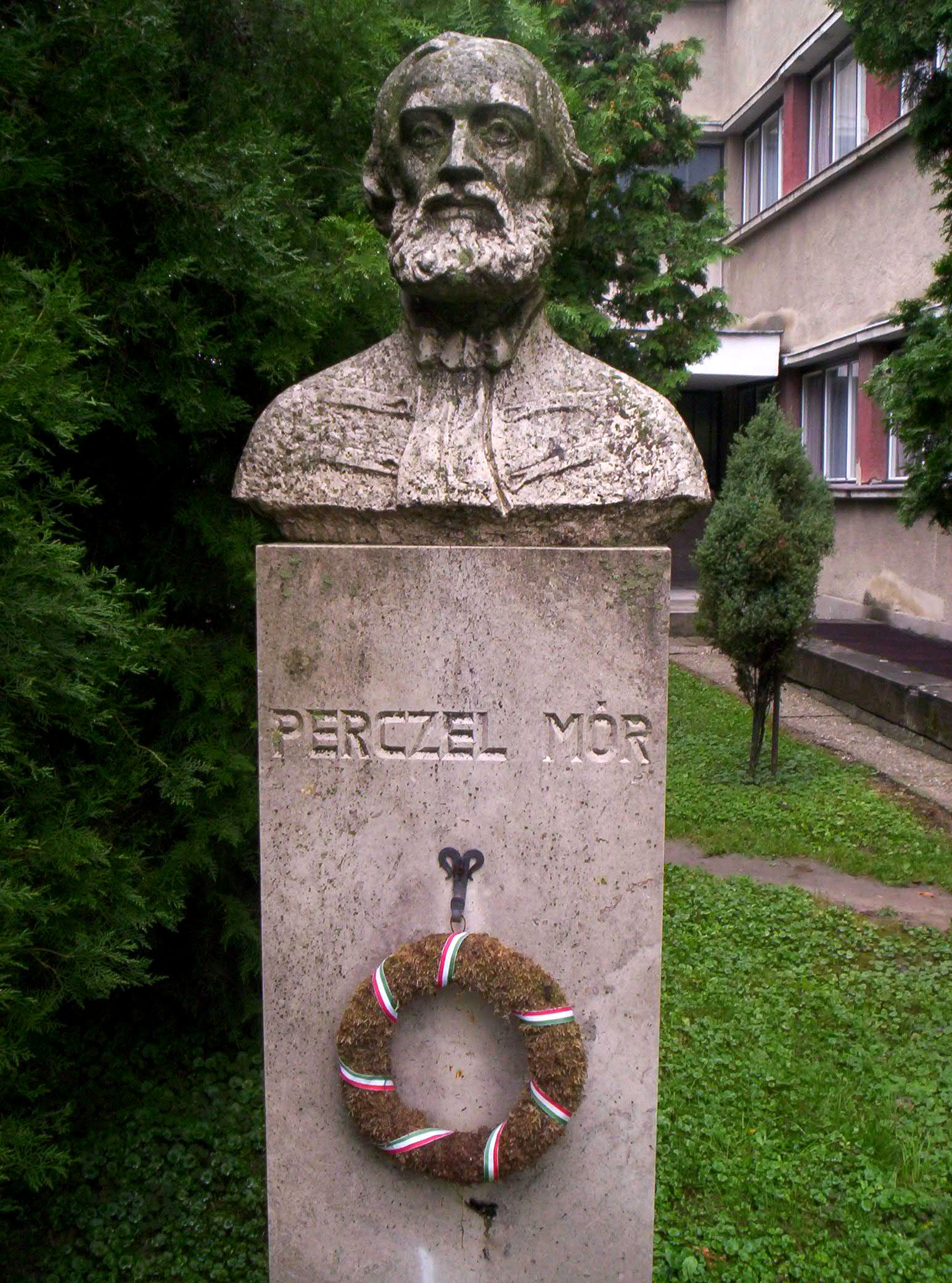
Byst av Mór Perczel.

Mór Perczel, även känd som Moritz Perczel, född 14 november 1811 i Tolna, död 25 maj 1899 i Bonyhád, var en  ungersk revolutionsgeneral.
Perczel tjänstgjorde en tid i österrikiska armén, men kastade sig med liv och själ in i de politiska frågorna, sedan han 1843 blivit invald i lantdagen. Han ställde sig genast i yttersta vänsterns led och blev under "stormåret" 1848 en betydande person.
Då kriget med Österrike utbröt, bildade han en friskara, vann vid Ozora, oktober 1848, en lysande seger och med den generalmajorsepåletterna, men blev i december samma år grundligt slagen vid Moor, av Jelačić. Av nationalförsamlingen utnämnd till överbefälhavare, slog han general Ottinger vid Szolnok (januari 1849), men nedlade därefter sitt befäl för att inte få Dembinski till förman.
Församlingen gav honom ett särskilt befäl i Banatet, där han också vann flera viktiga framgångar (i mars), men tog det åter, då han inte ville underordna sig krigsministern Görgey. Ett nytt befäl, mot ryssarna i norr (juli), förlorade han av samma grund, och vid Temesvár var han med blott som frivillig.
Efter kapitulationen i Világos (augusti 1849) räddade han sig till Turkiet, därifrån till England. År 1867 återvände han till Ungern, invaldes i underhuset och var 1873–1874 president för Deákpartiet. Han arbetade under de sista åren av sin levnad på frågan om återställandet av den nationella honvédsarmén.